# Baia de Arieş
Baia de Arieș (ungarsk: Aranyosbánya eller Offenbánya; tysk: Offenburg) er en by i distriktet Alba i Rumænien. Den administrerer fem landsbyer: Brăzești (Berzesd), Cioara de Sus (Felsőcsóra), Muncelu (Muncsal), Sartăș (Szártos) og Simulești. Den var  indtil 2004 et minecenter, hvor der blev udvundet primært metaller, men også arsenopyrit og et pyrit-rigt koncentrat indeholdende guld.
Den første skriftlige omtale findes i et dokument fra Karl 1. af Ungarn fra 1325. I begyndelsen af det 15. århundrede blev den erklæret fri by. Den mistede senere bystatus, men fik den igen i 1998.
Blandt turistmål i Baia de Arieș  er monumentet af naturtræet kendt som "Kejserens bøg" og Muncel-klosteret.
Byen har 3.035 (2021) indbyggere.